# Hermonassa legraini
Hermonassa legraini är en fjärilsart som beskrevs av Plante 1994. Hermonassa legraini ingår i släktet Hermonassa och familjen nattflyn. Inga underarter finns listade i Catalogue of Life.